# جيرا
جيرا (بالإنجليزية: Jira)‏ نظام حاسوبي تجاري لمتابعة المواضيع، طورته شركة أتلاسيان الأسترالية في العام 2002 م و ما زالت تعمل على ذلك. رغم أن هذا البرنامج قد أعد بداية لمتابعة مشاكل تطوير البرمجيات، إلا أنه تطور حتى صار يمكن استعماله لإدارة المهام بل لإدارة المشاريع بشكل عام. اسم جيرا مأخوذ من كلمة جوجيرا، وهو الاسم الياباني لـ جودزيلا.
بناء على ما ذكرته شركة أطلسيان، فإنّ جيرا يُستعمل لإدارة المشاريع والعمل الجماعي وإدارة المهام من قبل 25000 عميل يعملون في 122 دولة حول العالم. من أمثلة الشركات التي تستعمل جيرا فيدورا كومنز، هيابرنيت، هوني ول لأبحاث الفضاء، جيبوس، مختبرات لِندن، سكايب، سبرينج فريموورك، كما تستعمله  مؤسسة برمجيات أباتشي إلى جانب برنامج بجزيلا.

## الرخصة
إنّ جيرا برنامج تجاري (مدفوع القيمة وليس مجاني)، و هو يباع بطريقة الترخيص حيث يشتري الزبون رخصة من شركة أطلسيان لتفعيل البرنامج، وهو متوفر بطريقتين: نسخة مستقلة يقوم الزبون بنصبها على الحاسوب الخادم الخاص به أو من خلال الاستفادة من موقع نفس الشركة. يجدر بالذكر أن قيمة الرخصة تعتمد على عدد المستخدمين للبرنامج.

## وصلات خارجية
- الموقع الرسمي